# Florian Thomas Rulitz
Florian Thomas Rulitz (Celovac, 1980.) austrijski je povjesničar.
Rođen je 1980. godine u Celovcu u Austriji. Doktorirao je povijest 2011. godine s temom sudbine zarobljenih vojnika poraženih vojska Hrvata i Slovenaca u Koruškoj na kraju Drugoga svjetskog rata 1945. godine.
Istražuje zločine iz razdoblja poraća na prostoru između Alpa i Jadrana. Rulitz je znanstveno-povijesni stručnjak za područja bleiburške i viktrinške tragedije. Rezultate njegovih istraživanja objavilo je na četiri jezika i u više izdanja nekoliko poznatih sveučilišnih i znanstvenih izdavača. Djelo je opširno recenzirano i preporučeno od međunarodne historografije na temelju više neovisnih recenzija.
Godine 2011. objavio je knjigu Die Tragödie von Bleiburg und Viktring. Partisanengewalt in Kärnten am Beispiel der antikommunistischen Flüchtlinge im Mai 1945., koja je prevedena na slovenski (2013.), engleski (2016.) i hrvatski jezik (20xx. godine).